# マシュー・カーター

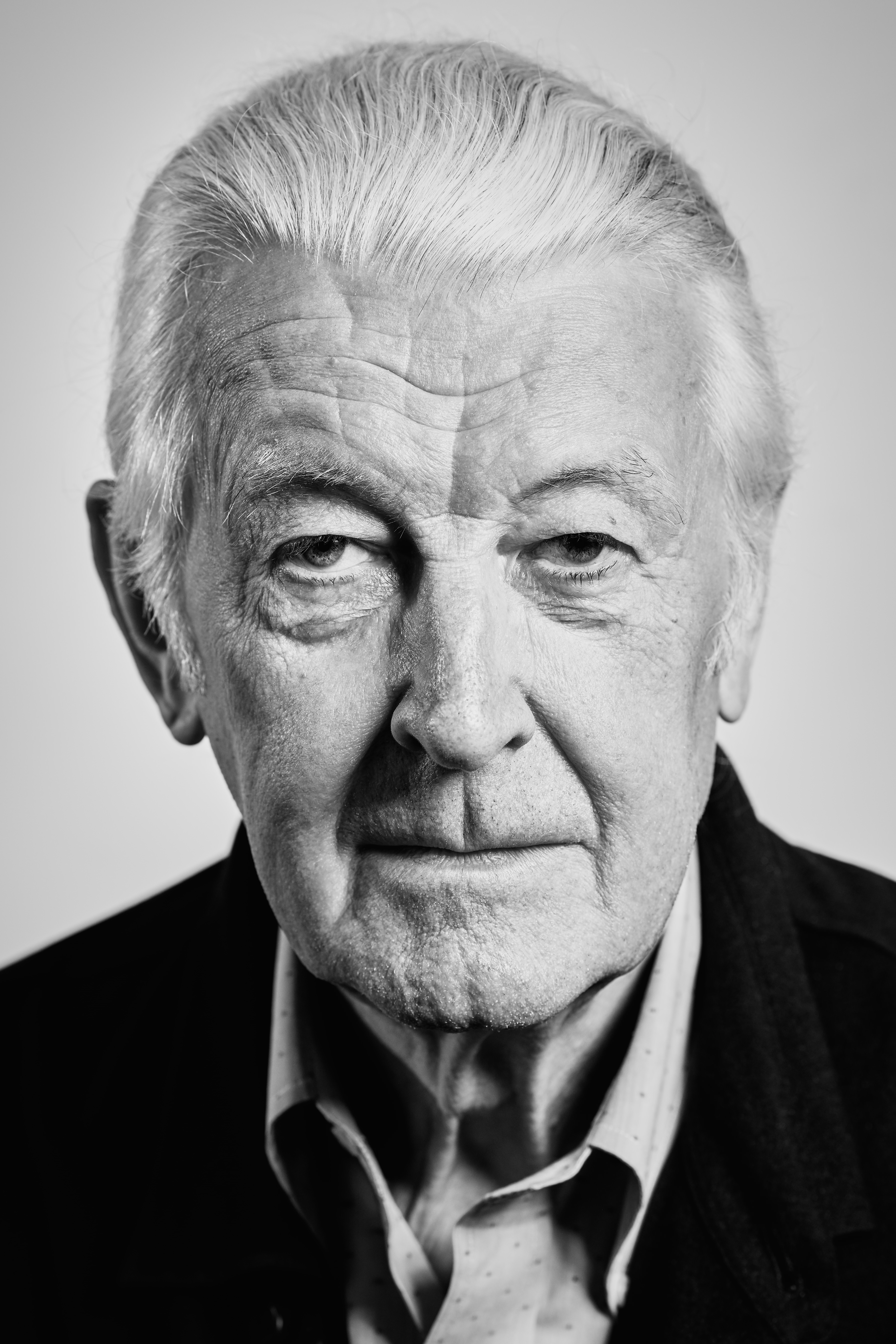
マシュー・カーター, 2018

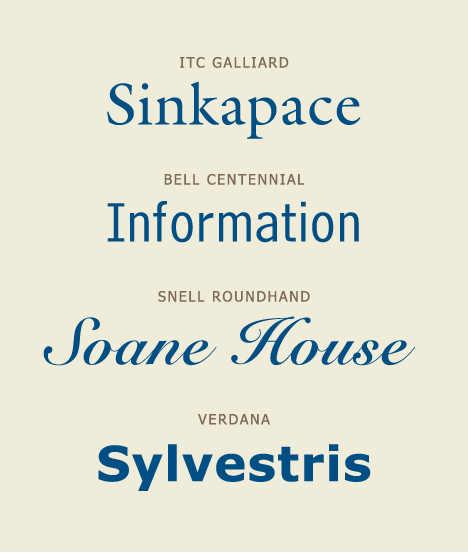
マシュー・カーター製作の書体の一例

マシュー・カーター（Matthew Carter, 1937年10月1日 - ）は、イギリスの書体デザイナー。

## 経歴
ロンドン生まれ。父のハリー・カーター（Harry Carter, 1901年 - 1982年）も書体デザイナーであった。
1956年にオランダの活字鋳造所 Joh. Enschedé で Paul H. Rädisch にパンチカット術を学ぶ。1957年にロンドンに戻り、1963年に写真植字機販売会社クロスフィールド・エレクトロニクス社にタイポグラフィのコンサルタントとして入社。1965年にニューヨークへ移住し、マーゲンターラー・ライノタイプ社へ入社。ライノタイプ社の下ベル電話会社に提供した書体 Bell Centennial は、Bell Gothic という書体をベースに文字が小さくインクのにじみやすい電話帳でも字がにじまないようデザインされている。
1981年、同僚のマイク・パーカーとともにビットストリーム社を設立。1991年に退社し、シェリー・コーンと共にカーター&コーン・タイプ社を設立。カーターは書体の可読性の改善に尽力し、Apple Computerとマイクロソフトに書体を提供した。Georgia と Verdana の2書体は、コンピュータスクリーン上での使用を前提に設計された。また、カーターはタイム、ワシントン・ポスト、ニューヨーク・タイムズ、ボストン・グローブ、WIRED、ニューズウィークといった雑誌出版社にも書体を提供した。

## 作品
カーター製作の書体に、Bell Centennial、Big Caslon、Big Figgins、Cascade Script、Charter、Elephant、Fenway、ITC Galliard、Gando、Georgia、Olympian、Mantinia、Miller、Rocky、Shelley Script、Snell Roundhand、Skia、Sophia、Tahoma、Verdana、Vincent、Wrigley、メイリオ（欧文部のみ）、DFP痩金体（欧文部のみ）がある。